# لوکا کوکلو
لوکا کوکلو (ایتالیایی: Luca Coccolo؛ زادهٔ ۲۳ فوریهٔ ۱۹۹۸) بازیکن فوتبال است.
از باشگاه‌هایی که در آن بازی کرده‌است می‌توان به باشگاه فوتبال پروجا اشاره کرد.
وی همچنین در تیم ملی فوتبال زیر ۱۷ سال ایتالیا بازی کرده‌است.